# Harry Kupetz
Herbert Johann „Harry“ Kupetz (* 28. November 1909 in Marburg an der Drau, Österreich-Ungarn; † 10. April 1978 in Linz) war ein österreichischer Schauspieler bei Bühne und Film.

## Leben und Wirken
Der Sohn des Ingenieurs und späteren Oberbaurats Maximilian Kupetz und dessen Frau Leokadia Walpurga, geb. Bartsch, hatte nach der Realschulmatura an der Wiener Universität Jura studiert und bei Karl Forest Schauspielunterricht genommen. Er begann seine künstlerische Laufbahn 1932 am Wiener Volkstheater, anschließend wirkte er an weiteren hauptstädtischen Spielstätten wie dem Bürgertheater und dem Raimundtheater. In dieser Zeit trat Harry Kupetz auch erstmals vor die Kamera. 1938 ging er nach Bayern und war bis 1941 in Ingolstadt, Augsburg respektive bei der Münchner Staatsoperette Ensemblemitglied. 1942 wurde Kupetz eingezogen und diente bis 1944 in der Wehrmacht. Nach Kriegsgefangenschaft und Entlassung kehrte er auf die Bühnenbretter zurück und spielte am Braunauer Stadttheater sowie im Linzer Kabarett Eulenspiegel. Vor allem aber betätigte sich Kupetz als Rundfunkregisseur und Programmdirektor des amerikanischen Besatzungssenders Rot-Weiß-Rot. In den 1950er Jahren sah man ihn auch mit einer Reihe von Chargen in Unterhaltungsfilmen. Hier wurde er bevorzugt als Persönlichkeit in gehobenen Positionen eingesetzt.
Harry Kupetz, der ab 1958 in vierter Ehe verheiratet gewesen und zuletzt verwitwet war, starb 1978 im Wagner-Jauregg-Krankenhaus Linz.

## Filmografie
- 1933: Der sündige Hof
- 1933: Die Tochter des Regiments
- 1935: Im weißen Rößl
- 1936: Konfetti (Confetti)
- 1936: Der Weg des Herzens (Prater)
- 1936: Rendezvous in Wien
- 1937: Die ganz großen Torheiten
- 1937: Zauber der Bohème
- 1939: Wasser für Canitoga
- 1948: Die Schatztruhe
- 1950: Das Tor zum Frieden
- 1952: Wetterleuchten am Dachstein
- 1954: Weg in die Vergangenheit
- 1954: Wenn ich einmal der Herrgott wär
- 1955: Das Lied von Kaprun
- 1955: Oh – diese „lieben“ Verwandten
- 1955: Die Wirtin zur Goldenen Krone
- 1955: Das Erbe vom Pruggerhof
- 1956: Vater macht Karriere
- 1957: Almenrausch und Edelweiß
- 1958: Mikosch, der Stolz der Kompanie
- 1970: Seniorenclub (Fernsehserie, Folge 13)
- 1970: Fall Regine Krause (Fernsehfilm)
- 1971: Ein Lied aus Österreich (Fernsehshow)

## Hörspiele (Auswahl)
- 1976: Oskar Holesch: Schriftsteller muß man sein – Regie: Ferry Bauer (Hörspiel – ORF Oberösterreich)

Quelle: Ö1-Hörspieldatenbank